# Raoul Weckbecker
Raoul Weckbecker (ur. 16 lipca 1898 w Mersch, zm. 6 października 1978 w Luksemburgu) – luksemburski bobsleista i narciarz, uczestnik igrzysk olimpijskich.
Weckbecker reprezentował Luksemburg na igrzyskach olimpijskich dwukrotnie. Podczas II Zimowych Igrzyskach Olimpijskich w Sankt Moritz w 1928 roku wystartował w konkurencji męskich czwórek/piątek. Był członkiem załogi LUX, w skład której wchodzili także kapitan Marc Schoetter, Guillaume Heldenstein, Pierre Kaempff i Auguste Hilbert. W pierwszym ze ślizgów ekipa zajęła dwudzieste miejsce z czasie 1:45,8. Drugi ślizg poszedł jej lepiej – z czasem 1:46,9 zajęła dziewiętnaste miejsce. W klasyfikacji końcowej załoga zajęła dwudzieste miejsce z łącznym czasem 3:26,3.
Osiem lat później, podczas IV Zimowych Igrzysk Olimpijskich w Garmisch-Partenkirchen, Weckbecker wystartował w dwóch dyscyplinach. W wyścigach bobslejowych dwójek, w parze z Gézą Wertheimem, zajęli po czterech ślizgach przedostatnie, dwudzieste drugie miejsce (z czasem 6:32,79). Luksemburczyk wystartował także w kombinacji w narciarstwie alpejskim, lecz odpadł z rywalizacji z powodu nieukończenia pierwszej konkurencji tj. zjazdu.